# Hannah Pritchard

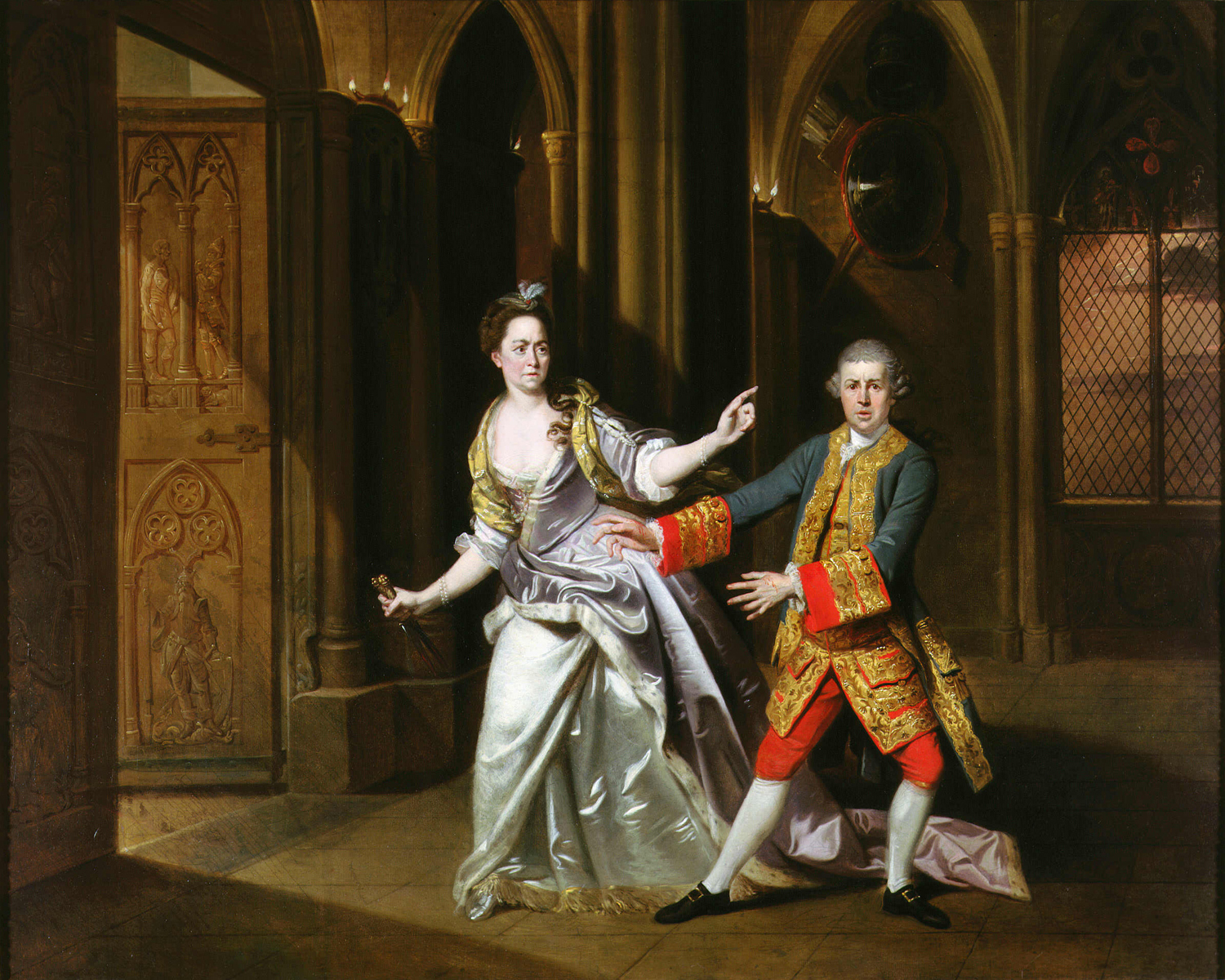
Hannah Pritchard och David Garrick i Lady Macbeth av Zoffany.

Hannah Pritchard, född 1711, död 1768, var en brittisk skådespelare. Hon är särskilt känd som motspelare till David Garrick i en rad berömda pjäser av William Shakespeare. 